# Sketch (Editor)
Sketch ist ein Vektorgrafik-Editor für macOS, entwickelt von der niederländischen Firma Sketch B.V. (früher Bohemian Coding). Er wurde erstmals am 7. September 2010 veröffentlicht und gewann 2012 einen Apple Design Award.
Es wird hauptsächlich für das User-Interface- und User-Experience-Design von Websites und mobilen Apps verwendet.
Die in Sketch entworfenen Dateien werden in einem eigenen .sketch-Dateiformat gespeichert, obwohl .sketch-Dateien in Adobe Illustrator, Adobe Photoshop und anderen Programmen geöffnet werden können. Die Designs können auch in den gängigen Formaten PNG, JPG, SVG, PDF, TIFF, WebP usw. gespeichert werden.